# Los frailocos
Los frailocos (en el neerlandés original, De Leukebroeders) es una serie de historietas humorística creada por Peter Coolen y Uco Egmond para el semanario Eppo en 1976. Sigue las peripecias de unos monjes que elaboran su propia cerveza.

## Trayectoria editorial
En el verano de 1983, Gerard Leever sustituyó a Uco Egmond. Poco después, empezaba a publicarse en la revista española "Fuera Borda".
La serie continuó hasta 1985, alcanzando las 158 historietas y dos álbumes recopilatorios:
1. Na ons de zondvloed
2. In de hemel is geen bier

En 2009, Los Frailocos regresaron al reaparecer la revista Eppo.

## Personajes

### Los hermanos
En el monasterio viven alrededor de 100 monjes, entre los que destacan:
Padre Abad
Es el líder, similar a Papa Pitufo.
Ischias (Isaías)
Es el más mayor de todos, pero no el más sabio. Sus chistes no son muy valorados por el resto de la comunidad. 
Brouwer (Benito)
Guardian de la receta secreta de la cerveza de pomelo.
Schoffel (Simón)
Jardinero que participa regularmente en las competiciones de cultivo de calabazas. 
Portier
Ingresó en el convento muy joven, lo que le causa una terrible nostalgia. 
Kain
Scriptus
Kok
Jefe de cocina, siempre malhumorado

### Otros personajes
Hein Hop
cervecero local
Spitje Gierpijp